# La Revista Social
 La Revista Social fue un periódico anarquista español publicado semanalmente entre 1872 y 1884. Fue el órgano oficioso de la Federación Regional Española de la Asociación Internacional de Trabajadores (1870-1881). A partir de 1881 se convirtió en el periódico de la Federación de Trabajadores de la Región Española (1881-1888), adoptando el nombre de Revista Social.

## Historia
La Revista Social apareció en 1872, durante el reinado de Amadeo I, como órgano periodístico de la Unión Manufacturera y sus primeros números se imprimieron en Manresa. En 1873 se trasladó a Gracia y a Barcelona, siendo su secretario de redacción Francisco Abayá. Se convirtió entonces en el portavoz de la sección española de la Primera Internacional, la FRE-AIT, fundada en el Congreso Obrero de Barcelona de 1870. Fue inclinándose hacia las posiciones anarquistas y recogió en sus páginas artículos del Boletín del Jura y más tarde de La Révolté. También publicó folletos de Bakunin como Dios y el Estado.
Cuando la FRE-AIT fue prohibida en España en enero de 1874, La Revista Social fue suspendida, pero volvió a reaparecer meses después con el subtítulo «Órgano de la Federación Manufacturera de la Nación Española», adoptando un tono moderado. En esos años la dirigió José García Viñas.
En 1881 se convirtió en el órgano periodístico de la recién creada Federación de Trabajadores de la Región Española, adoptando el título de Revista Social y pasando a publicarse en Madrid. Su director fue Serrano Oteiza. Después de haber publicado 154 números, en 1884 volvió a publicarse en Cataluña. Desapareció poco después como consecuencia de la represión que siguió al asunto de La Mano Negra.